# 大國主神社 (紀の川市)
大國主神社（おおくにぬしじんじゃ）は、和歌山県紀の川市国主にある神社。「おくにっさん」と呼ばれる。

## 歴史
『紀伊続風土記』によれば、陽向山の麓であるこの地は八十神等の危難から逃れて五十猛命のもとへ赴こうとした大国主命が立ち寄った場所だという。そういったいわれのある当地に弘仁9年（818年）、神のお告げが下った嵯峨天皇により、当社は建立された。その後、嵯峨天皇は当社に行幸し、境内に白槇をお手植えになったとされている。
天長3年（826年）の夏に大旱魃があった際、淳和天皇は当社に勅使を派遣して祭を行わせたところ、豪雨が降ってきた。それ以来、一層当社への崇敬が深くなった天皇は、社領300石を当社に賜ったという。
後鳥羽上皇が熊野詣の途中に当社に立ち寄ったという。
建久6年（1195年）、源頼朝によって社殿が再建されている。鎌倉時代には現在も残っている奇祭・大飯盛物（おおめしもりもの）祭が始められている。
戦国時代に兵火にかかり社殿が全焼したが、その後、再興された。
当社の北側にはかつて別当寺・薬師寺があったが、明治時代に廃絶し今は墓地と薬師寺板碑群・8基（紀の川市指定有形文化財）、そして小さな御堂が残るのみである。御堂には木造梵天立像（紀の川市指定有形文化財）が祀られている。

## 祭神
- 主祭神 - 大國主命、天照皇大神、少名毘古那命
- 合祀神 - 権大神（貴志の庄を開拓した農祖神）

## 境内
- 本殿
- 中門
- 市杵島比売神社 - 祭神：市杵島比売大神
- 神輿庫
- 神楽殿（紀の川市指定有形文化財） - 神舞殿。江戸時代中期の建立。高床式舞台造。
- 社務所

## 文化財

### 紀の川市指定有形文化財
- 神楽殿

### 紀の川市指定無形民俗文化財
- 権大明神垂迹神像
- 大飯盛物祭礼図
- 大飯盛物祭 - 約10年に1度行われる全国的にも類例のない奇祭である。鎌倉時代より行われている大飯盛物祭は、貴志の大飯祭（おいまつり）ともいわれ、全国的にも珍しい神事である。高さ5メートル、直径3メートル程度の熱気球の様なものを竹軸で作り、表面をこもで覆い、竹串に刺した直径7センチメートル程の餅をぐるりと取り付けた盛物（山車）を神社に奉納する祭りである。当社の東には貴志川が流れているが、当社の正面は国主淵と呼ばれ、龍神が住んでいる場所だとされる。大飯盛物祭はそもそもはこの龍神に娘を生け贄に出す代わりとして大飯を奉納するという祭であった。

## 祭事
- 例祭 - 4月3日、10月3日
- 大飯盛物祭

## 交通アクセス
- 和歌山電鐵貴志川線貴志駅より徒歩10分